# Капореджиме

Капореджиме (от итал. caporegime — глава «команды», также «Капорегиме» или «Капорежиме», часто сокращается до капо) в терминологии итало-американской мафии — представитель одной из высших «ступеней» в криминальной лестнице, который подчиняется непосредственно боссу криминальной «семьи» или его заместителю.

## Функции
Капо возглавляет «команду» (отдельную «ветвь» в организованном криминальном синдикате), состоящую из «солдат» — младших членов преступной организации, стоящих на более низких «ступенях», которые занимаются непосредственным исполнением приказов. Слово «капореджиме» возникло на Сицилии (Италия) и первоначально означало главу криминальной «семьи», но в настоящее время является синонимом термина «капитан».
Капореджиме нужен для максимально безопасной «работы» «семьи»: приказы от босса вместо прямой передачи «солдатам» проходят по цепочке через капо. Это позволяет предотвратить возможность изобличения людей, стоящих на высоких ступенях криминальной лестницы, если «солдат» или их группа будет арестована и привлечена к суду.
В настоящее время мафиозная семья Гамбино, считающаяся одной из самых крупных и влиятельных организованных криминальных групп в США, состоит из более чем 250 инициированных (или «созданных») и 600 «соучаствующих» членов. Это даёт новые возможности и расширяет обязанности капореджиме, в число которых на сегодня входят такие известные мафиозные деятели как Николас Короццо из Бруклина, Грегори ДиПальма, Питер Готти, Питер Лино, Луис Риччио, Майкл Мандалья из Кенилворта, Томас Гамбино из Нью-Йорка и др.

## Капореджиме в популярной культуре
- В фильме «Крёстный отец» Сэл Тессио (сыгранный Эйбом Вигодой) и Пит Клеменца (играемый Ричардом Кастеллано) — капо семьи Корлеоне, подчиняющиеся дону Вито, а затем Майклу Корлеоне.
- В телесериале «Клан Сопрано» термин «капо» или «капитан» так же используется для обозначения глав «команд» внутри криминальной семьи.
- В фильме «Славные парни» Пол Сисеро (играемый Полом Сорвино) являлся капо «команды», с которой связан главный герой Генри Хилл.
- В 5 части «Golden Wind» манги «JoJo’s Bizarre Adventure» один из основных персонажей Бруно Бучеллати был капо банды «Пассионе» (с ит. «страсть»), с которым связан Джорно Джованна.